# فهرست گیاهان و ادویه‌جات مورد استفاده در آشپزی

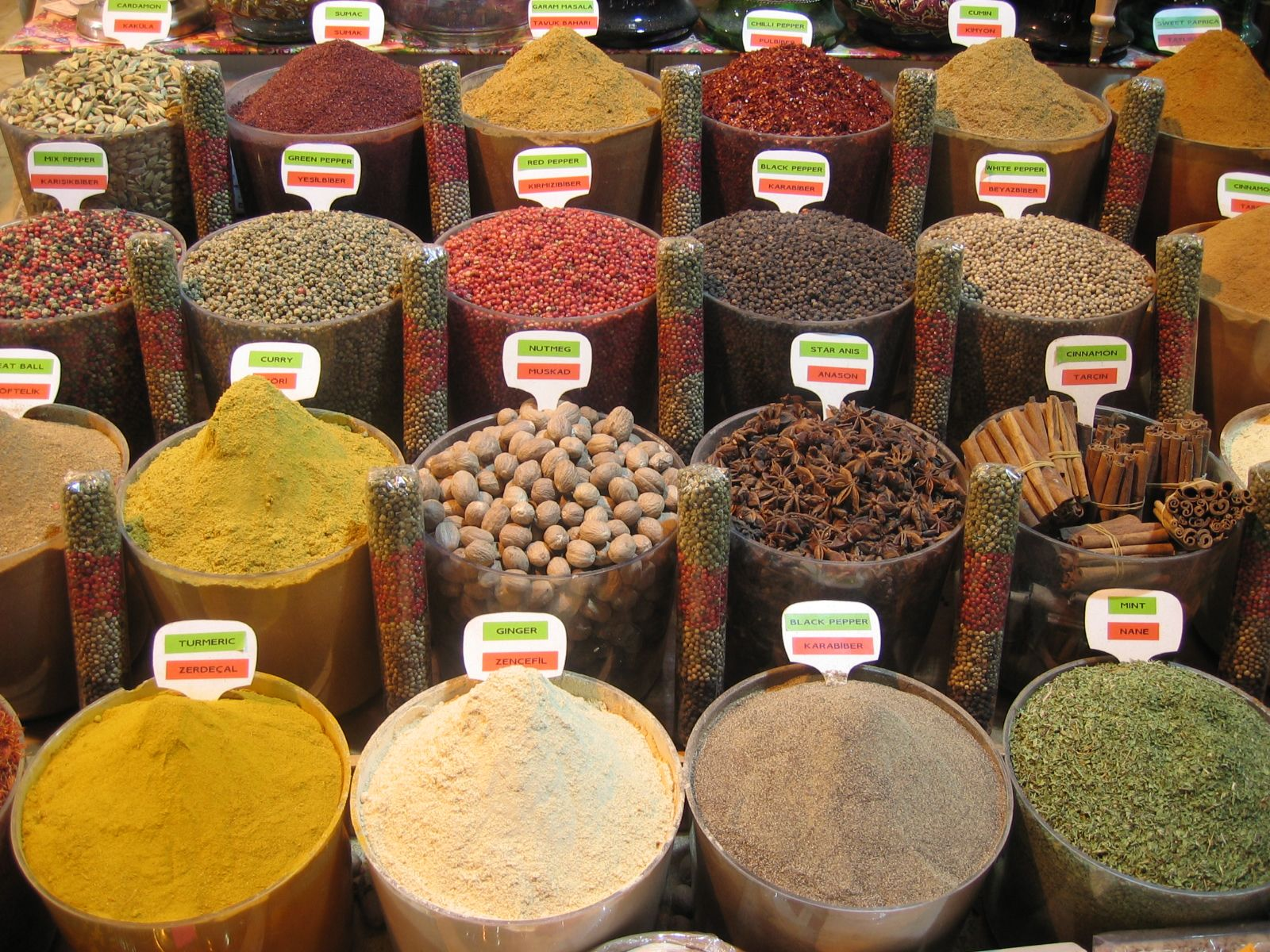
ادویه فروشی در استانبول

این فهرستی از گیاهان و ادویه‌هایی است که در آشپزی کاربرد دارند. اکثر مواد نام برده شده در این فهرست ریشهٔ گیاهی دارند.
نمک در این فهرست موجود نیست چون مادهٔ معدنی است.

## الف
- آب‌تره (Watercress)
- اسپرزه (Psyllium)
- اسطوقدوس (Lavender)
- اسفناج (Spinach)
- آنغوزه (Asafoetida)
- آویشن: (Thyme)

## ب
- بادرنجبویه (Lemon balm)
- بادیان (Star anise)
- بادیان رومی (Anise)
- بارهنگ (Plantago major)
- بالنگ (Citron)
- برگ بو (Bay leaf)

## پ
- پونه (Pennyroyal)

پنیرک (malva)

## ت
- تخم خرفه (Purslane Seeds)
- تخم شربتی (Chia seeds)
- تخم گشنیز (Cilantro seeds)
- ترخون (Tarragon)
- تره (Allium ampeloprasum ssp. persicum)
- تمبرهندی (Tamarind)

## ث
- ثعلب (Salep)

## ج
- جعفری (Parsley)
- جوز هندی (Nutmeg)

## خ
- خارشتر (Alhagi)
- خاکشیر (London Rocket)
- ختمی (Hollyhocks)
- خردل (Mustard)
- خشخاش (Poppy Seeds)

## د
- دارچین (Cinnamon)

## ر
- رازیانه (Fennel)
- رزماری (Rosemary)
- روغن کرچک (Castor oil)
- روناس (Rubia)
- ریحان (Basil)

## ز
- زردچوبه (Turmeric)
- زعفران (Saffron)
- زنجبیل (Ginger)
- زیره (Cumin)
- زیره ایرانی (Caraway)

## س
- سیر (Garlic)
- سداب (Rue)
- سماق (sumac)
- سنبل (Spikenard)
- سنبل‌الطیب (Valerian)
- سنجد (Russian silverberry, Oleaster, or Russian olive)
- سیاه‌دانه (Nigella sativa)
- سیرخرس (Ramsons)

## ش
- شاهتره (Earth smoke)
- شاهسپرغم (Costmary, Alecost, Balsam herb, Bible leaf, or Mint geranium)
- شقاقل (Parsnip)
- شنبلیله (Fenugreek)
- شوید (Dill)
- شیرین‌بیان (Licorice)

## ع
- عناب (Jujube)

## ف
- فلفل بهار (Allspice)-Yenibahar
- فلفل سفید (White pepper)
- فلفل سیاه (Black pepper)
- فلفل قرمز (Cayenne pepper, Chili)

## ک
- کادی (Pandanus)
- کاسنی (Chicory)
- کلپوره (Felty germander)
- کنار (Ziziphus)
- کنجد (Sesame)
- کندر (Mastic)

## گ
- گل گاوزبان (Borage)
- گزنه (Nettle)
- گشنیز (Coriander, Cilantro)
- گلپر (Persian Hogweed, Golpar)

## ل
- لادن (Tropaeolum)
- لیمو عمانی (Black lime)

## م
- مرزنجوش (Oregano)
- مرزه (Savory)
- مریم گلی (Sage)
- موسیر (shallot)
- میخک (Clove)

## ن
- نعناع (Mint)

## ه
- هل (Cardamom)

## ی
- یاس (Jasmine)